# Струнный оркестр

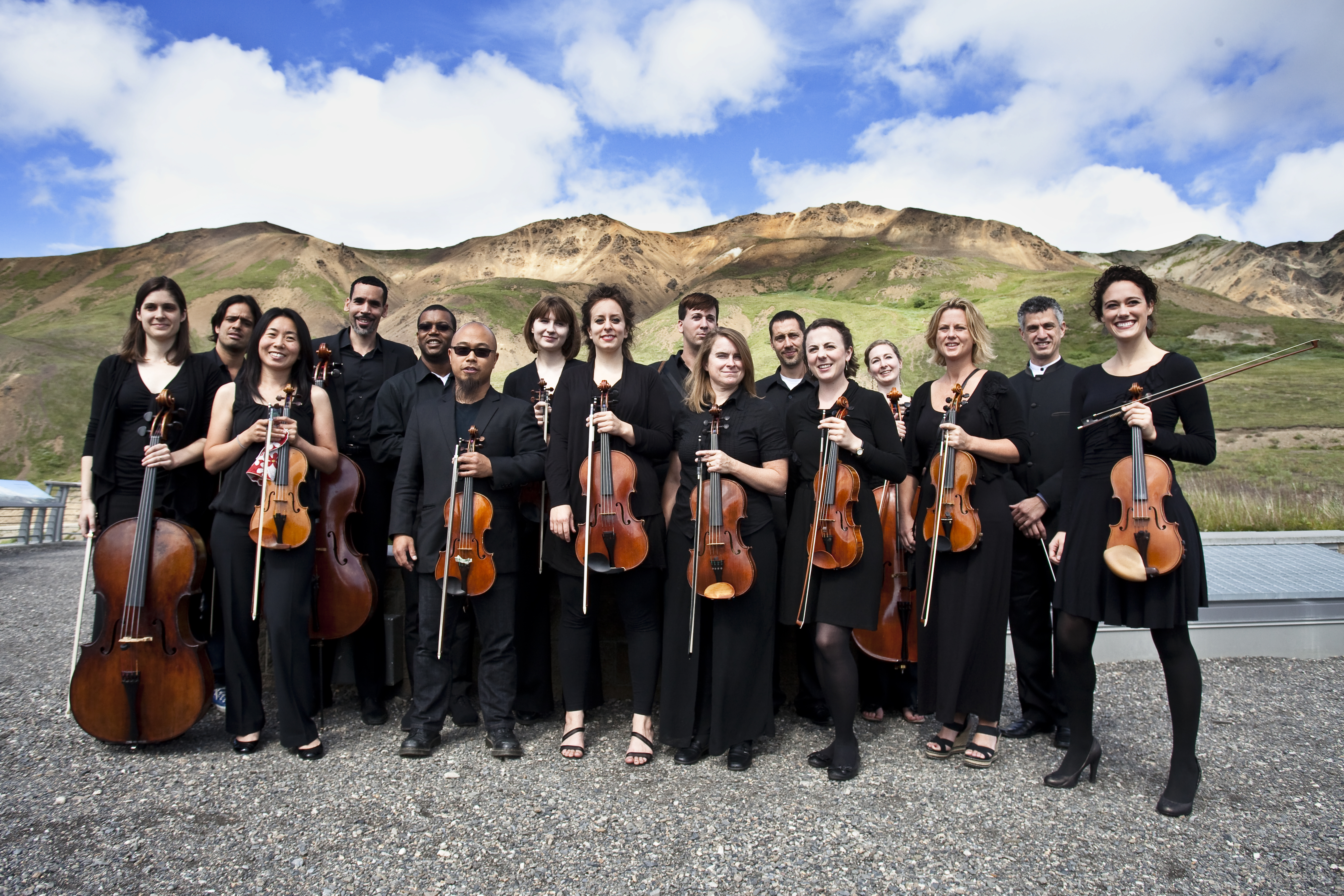
Струнный оркестр

Струнный оркестр — оркестр, состоящий исключительно из струнных инструментов.
Симфоническим называется оркестр, составленный из нескольких разнородных групп инструментов — семейства струнных, духовых и ударных. Струнный оркестр по сути представляет собой группу смычковых струнных инструментов оркестра симфонического. В струнный оркестр входят две группы скрипок (первые скрипки и вторые скрипки), а также альты, виолончели и контрабасы. Такой тип оркестра известен с XVI—XVII веков.

Группа смычковых инструментов считается основой симфонического оркестра и делится на пять партий:
1. Первые скрипки
2. Вторые скрипки
3. Альты
4. Виолончели
5. Контрабасы.

Изредка выписывается партия для самого низкого струнно-смычкового инструмента — октобаса.
Диапазон всей смычковой группы охватывает почти семь октав от до контроктавы до пятой октавы.